# 电机空心轴驱动方式
电机空心轴驱动方式，又称电枢空心轴驱动方式（德語：Ankerhohlwellenantrieb），是铁路机车车辆使用的架悬式牵引传动装置类型之一。这种驱动方式将牵引电动机安装在转向架构架上，使牵引电动机的全部重量属于簧上重量；牵引电动机电枢轴采用空心结构，传递扭矩的扭转轴从空心电枢轴中穿过，扭转轴两端设有弹性联轴器分别与电枢空心轴及小齿轮轴连接，从牵引电动机输出的扭矩通过电枢空心轴、扭转轴端弹性联轴器、扭转轴、小齿轮端弹性联轴器、小齿轮、大齿轮驱动轮对。电枢空心轴与扭转轴之间的间隙允许扭转轴倾斜，以适应牵引电动机与轮对及齿轮箱体之间各个方向的位移。

## 结构特点

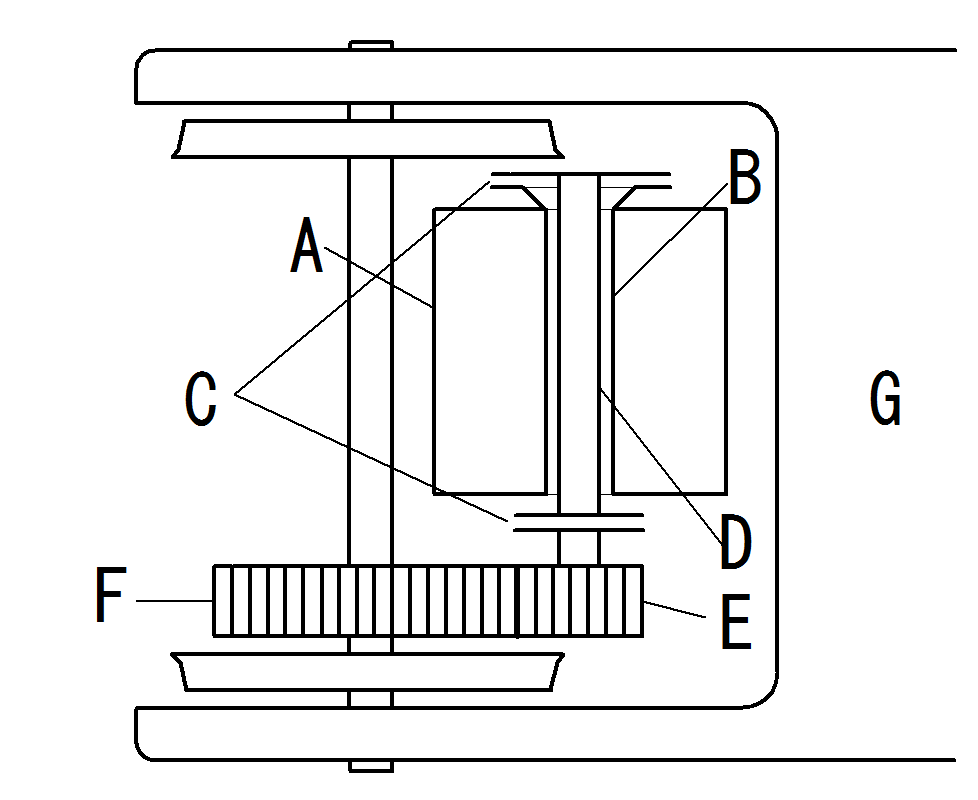
电机空心轴驱动装置之结构示意图。A：牵引电动机，B：电枢空心轴，C：弹性联轴器，D：扭转轴，E：小齿轮，F：大齿轮，G：转向架构架。

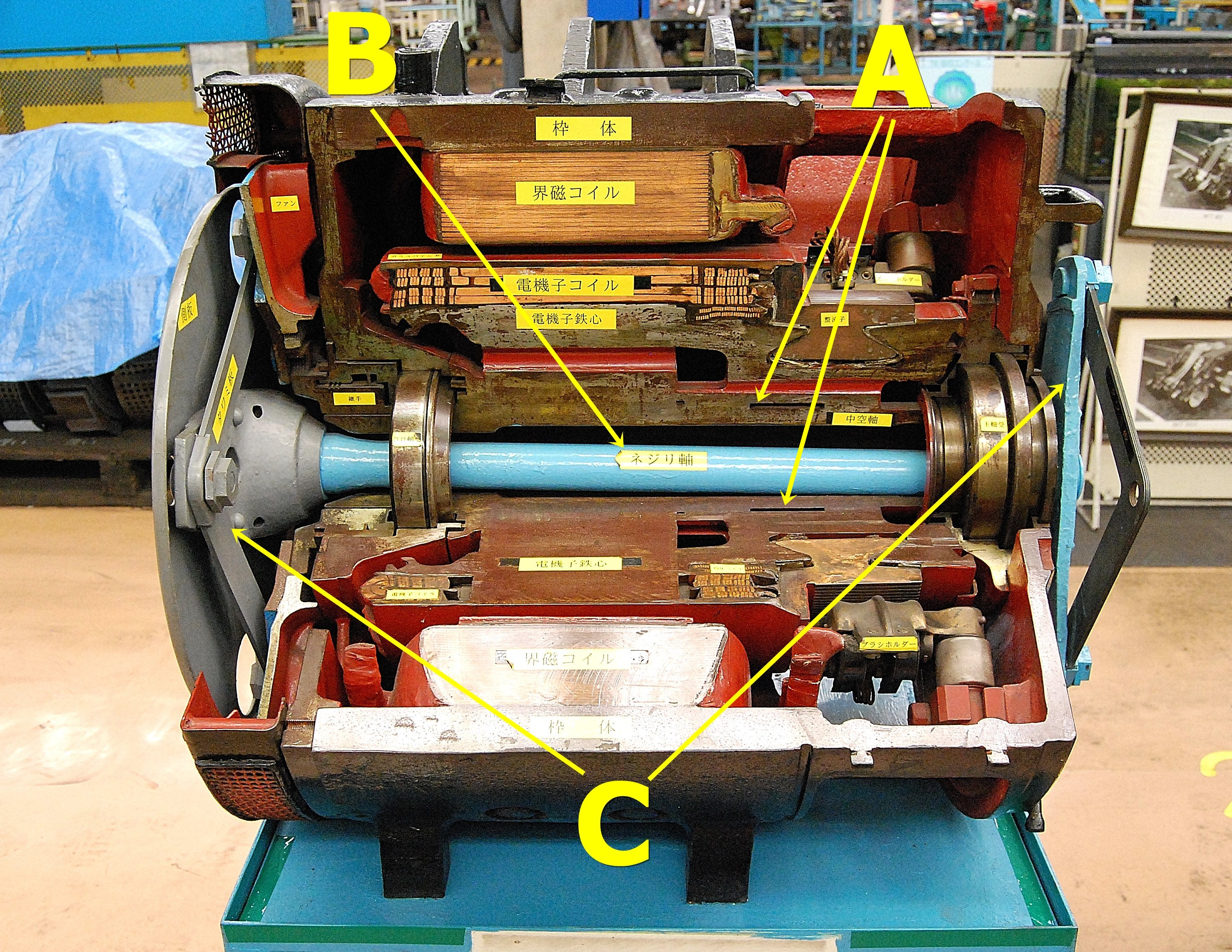
使用片式联轴器的电枢空心轴驱动装置，用于日本國鐵103系電力動車組。A：电枢空心轴，B：扭转轴，C：十字钢板式联轴器

根据轮轨相互作用理论和铁道车辆动力学的分析，由于线路不平顺和轮轨表面几何缺陷等原因，铁道车辆行驶时轮轨之间产生相互动作用力，引起机车车辆和轨道结构各自的振动；而随着车辆运行速度的提高，簧下重量对轮轨作用力的影响越来越大，簧下重量越大，轮轨作用力越大，而且簧下重量对脱轨系数、轮重减载率等安全性能指标也有直接影响。因此，要提高行车速度的同时并且改善运行品质，就必须降低机车车辆的簧下重量，以达到减少轮轨作用力、提高动力学性能的目的。
传统的轴悬式驱动方式将牵引电动机的一侧通过抱轴承刚性地支承在车轴上，另一侧通过弹性悬挂于转向架构架的横梁上；这种结构的优点是结构简单、检修及拆装方便、制造及维护成本低，但驱动装置（包含牵引电动机及牵引齿轮箱）的约一半重量属于簧下重量，使得驱动装置在车辆行驶过程中产生较大的轮轨作用力，而且牵引电动机和传动齿轮需要直接承受来自轮对的振动冲击，影响驱动装置的工作可靠性及使用寿命。为了解决轴悬式驱动装置簧下重量大的缺点，最直接的办法是将牵引电动机的重量转移至转向架上，也就是架悬式驱动装置。
在架悬式驱动装置上，牵引电动机与轮对之间需要使用弹性联轴器，弹性联轴器不仅具有传递扭矩的作用，还需要补偿轮对与转向架构架（即牵引电动机）之间的相对运动。当牵引电动机功率和尺寸较小时，轮对内侧有较多的轴向空间，可以利用这个空间布置联轴器，例如鼓形齿联轴器驱动方式和挠性板联轴器驱动方式。但在单轴功率较大的机车车辆上，尤其对于窄轨铁路而言，两个车轮之间的空间便受到更大限制，因此亦可以选择将牵引电动机电枢轴设计成空心结构，扭转轴设置于空心电枢轴之内，并使用万向联轴节作为弹性元件，这样就能充分利用轮对内侧有限的轴向长度，有利于使用功率较大的牵引电动机，这就是电机空心轴驱动装置的由来。
与轴悬式驱动方式相比，电机空心轴驱动方式的簧下重量比前者大幅减轻，但因采用空心电枢轴内置扭转轴的结构，所以牵引电动机的结构复杂程度较高，而且牵引电动机的重量亦较大。以采用轴悬式驱动的英国铁路86型电力机车为例，牵引电动机重量为3250公斤，每轴簧下重量为4300公斤，而重量相若并采用电机空心轴驱动的英国铁路87型电力机车，牵引电动机重量为3600公斤，每轴簧下重量仅2500公斤。
与同样属于架悬的轮对空心轴驱动方式相比，电机空心轴驱动方式结构紧凑又较简单，而且弹性联轴器设在驱动装置的高速端，因而其承受的扭矩、位移和变形亦较小。然而，电机空心轴驱动装置的牵引齿轮箱本质上仍然是轴悬结构，齿轮箱的一端坐落在车轴或大齿轮轮毂上，另一端通过摇摆吊杆支撑在转向架构架上，因此齿轮箱约三分之二的重量还属于簧下重量，整体上簧下重量仍然大于轮对空心轴驱动装置。采用电机空心轴驱动方式的韶山5型电力机车，每轴簧下重量约为3500公斤，而采用轮对空心轴驱动方式的东风11型柴油机车，每轴簧下重量约2500公斤。
由于整个驱动装置的扭转弹性比较大，因此其粘滑振动稳定性并不如轮对空心轴驱动装置，这也是电机空心轴驱动装置的其中一个不足之处。尤其对于功率较大的电力机车，每轴传递的功率和扭矩愈大，在车辆起动、空转、再黏着时，牵引电动机输出扭矩的变动也愈大；如果驱动系统中的弹性元件刚度、悬挂系统刚度、齿轮箱吊杆刚度、牵引装置刚度、防空转系统灵敏度等性能参数匹配不当，当扭矩急剧变化时驱动装置可能会产生弹性自激振动，导致轮轨粘着状态受到破坏并诱发空转。

## 主要类型

### BBC圆盘式驱动装置

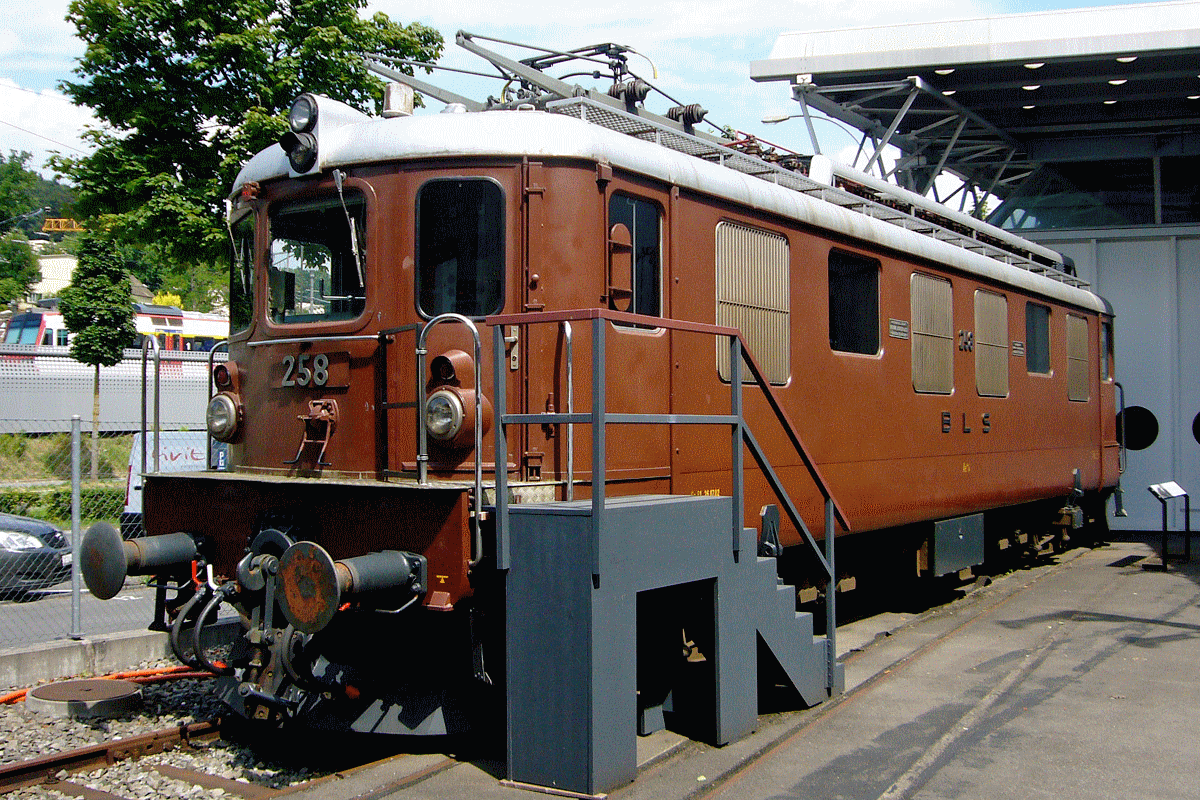
BLS铁路Ae 4/4型电力机车

1940年代，瑞士勃朗-包维利股份公司（BBC）发明了世界上第一种电机空心轴驱动装置，称之为BBC圆盘式驱动装置（BBC-Scheibenantrieb）。这种驱动装置使用弹性圆盘式联轴器作为弹性元件，压装在空心电枢轴内的套筒与传动臂连为一体，传动臂通过螺栓与金属弹性圆盘连接；圆盘背面用螺栓装有另一个传动臂，这个传动臂与前者相互90°垂直布置，并与穿过空心电枢轴的扭转轴刚性地连接；空心电枢轴的另一端通过相同形式的圆盘式联轴器，与支撑在牵引齿轮箱上的小齿轮轴相连。这套驱动装置当中除了大小齿轮外，没有其他相互滑动及产生磨损的零部件。
BBC圆盘式驱动装置于1941年被首次应用于蘇黎世電車并获得了令人满意的结果，随后又使用于1944年为BLS勒奇山铁路研制的Ae 4/4型电力机车，其后的锡尔谷铁路CFe 4/4型电力动车组和比利时国铁121型电力机车亦采用了BBC圆盘式驱动装置。1953年，在德国联邦铁路E10.0型电力机车的首五台原型车上，其中E10 002号机车亦采用了BBC圆盘式驱动装置，与其他几台分别装有阿尔斯通浮动盘式驱动装置、SSW弹性轴悬式驱动装置、赛雪龙十字钢板式驱动装置的原型车进行了对比试验；在这次为标准化电力机车进行的牵引传动装置选型当中，德国联邦铁路最终没有采用BBC圆盘式驱动装置，而是相中了SSW弹性轴悬式驱动装置。

### 赛雪龙十字钢板式驱动装置

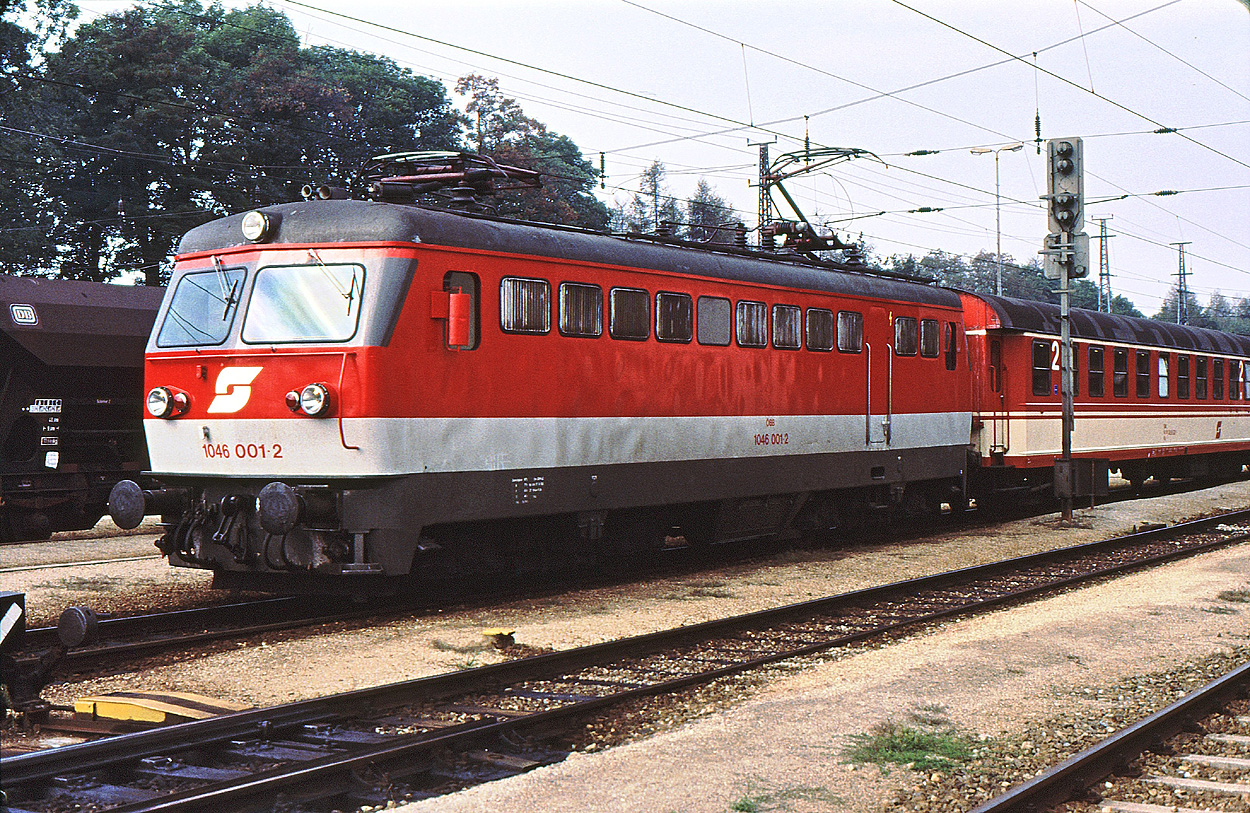
使用赛雪龙十字钢板式驱动装置的奥地利联邦铁路4061型电力机车

1950年代初，瑞士赛雪龙公司（SAAS）在BBC圆盘式驱动装置的基础上，开发出经过改良的赛雪龙十字钢板式驱动装置（Sécheron-Lamellenantrieb）。这种驱动装置采用片式联轴器作为扭转轴与空心电枢轴及小齿轮轴之间的联接装置，片式联轴器是由一组以正方形四边布置的钢片组成，一对钢片式传动臂连接在四边形的两对对角处。与BBC圆盘式驱动装置相比，这种驱动装置的结构比较简单，制造及维护成本也较低。此外，片式联轴器只需要很薄的钢片来构成，因此其所占用的轴向空间更小，更适合用于牵引电动机尺寸受限制的情况。
弹性片式联轴器在车辆运转过程中，因应不同情况产生的应力使钢片变形，包括传递力矩时产生的拉应力、钢片两端处于不同平面时产生的弯曲应力、以及扭转轴与小齿轮轴存在角位移时产生的扭转应力。钢片的尺寸大小、钢片每端固定螺栓的数量、以及叠在一起的钢片数量取决于传递扭矩的大小，钢片通常采用优质弹簧钢制作，钢片厚度约为1.5～4毫米，长度为160～630毫米。瑞士欧瑞康机械制造厂（MFO）也生产过结构相似的片式联轴器驱动装置，只是钢片固定螺栓形式稍有区别。
使用赛雪龙十字钢板式驱动装置的主要车型包括奥地利联邦铁路的4061型电力机车、4030型电力动车组、4130型电力动车组、汝拉铁路BDe 4/4 I型电力动车组、瑞士联邦铁路Fe 4/4型轨道客车等。在德国联邦铁路E10.0型电力机车的首五台原型车上，其中E10 004、005号机车亦采用了赛雪龙十字钢板式驱动装置。除此之外，斯柯达公司于1950年代初与赛雪龙公司签订了生产许可协议，引进了赛雪龙十字钢板式驱动装置的全套制造技术，并且将其应用于捷克斯洛伐克国铁的E 499.0、E 669.0型电力机车，以及为苏联铁路提供的ChS1型电力机车。

### ASEA电机空心轴驱动装置

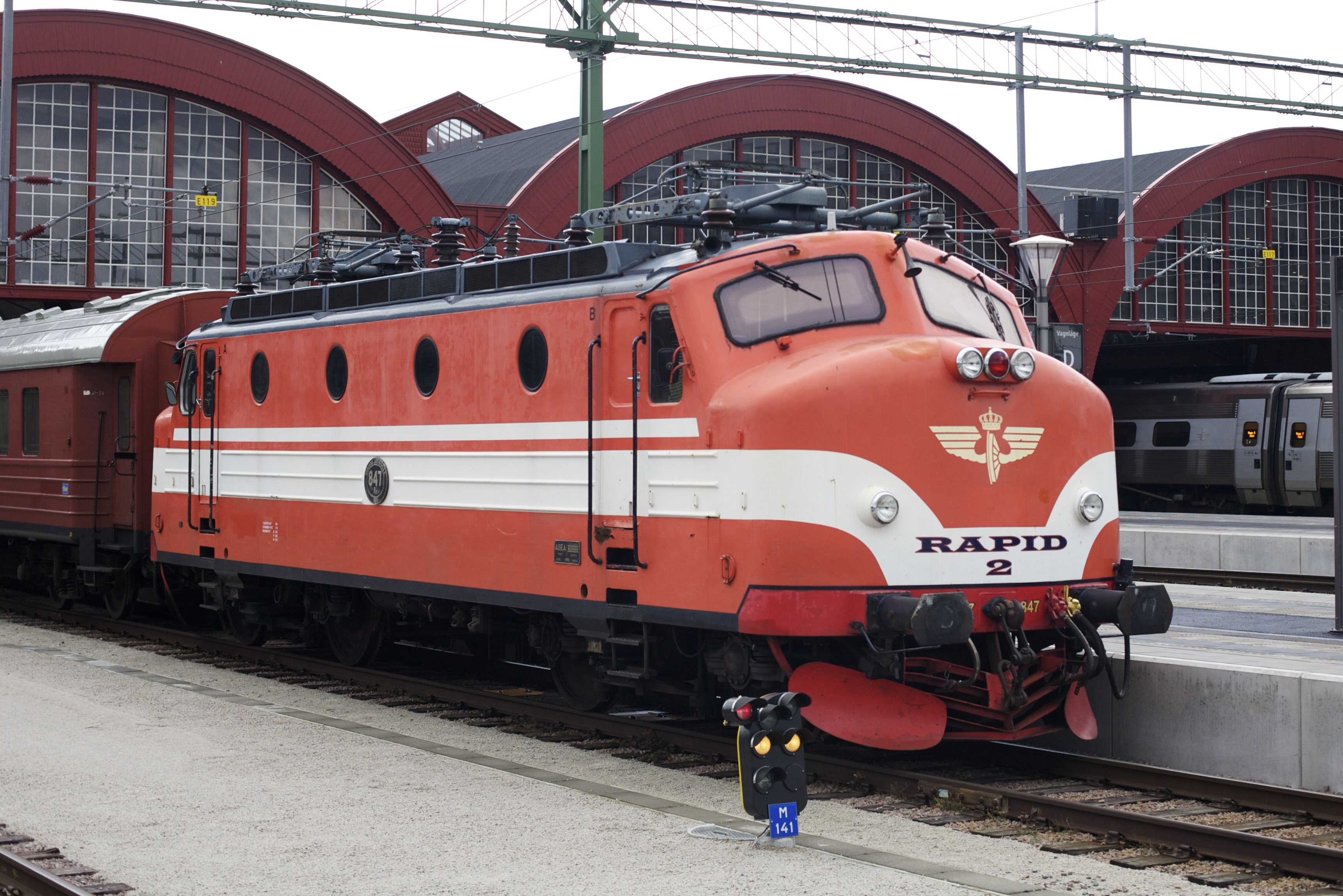
瑞典国铁Ra型电力机车

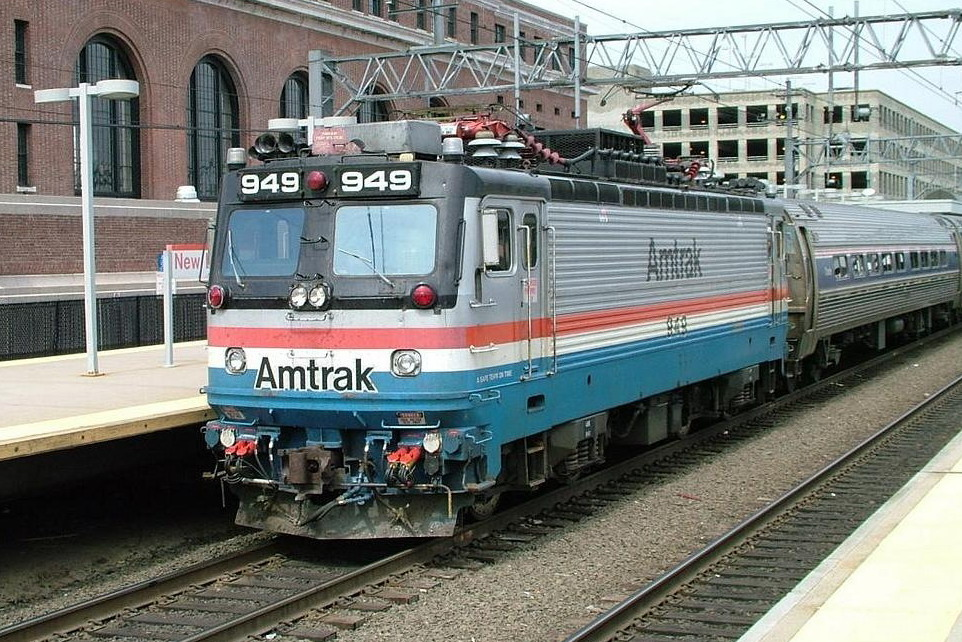
美铁AEM-7型电力机车

1950年代，由于瑞典国家铁路需要一款新型快速客运电力机车，瑞典通用电机公司（ASEA）的工程师让·利勒伯特（Jan Liljeblad）为此在赛雪龙十字钢板式驱动装置的基础上，设计出使用齿轮联轴器及橡胶盘联轴器的牵引传动装置，称之为ASEA电机空心轴驱动装置（ASEA rotorhålaxel drivningen）。这种驱动装置的特色是扭转轴端及小齿轮端的弹性联轴器采用了不同的结构，空心电枢轴与扭转轴之间使用齿轮联轴器，而扭转轴与小齿轮轴之间则使用橡胶联轴器。牵引电动机以三点支承方式安装在转向架构架横梁上，采用单侧斜齿圆柱齿轮单边传动，牵引电动机输出的扭矩通过空心电枢轴、齿轮联轴器、扭转轴、橡胶联轴器、小齿轮、大齿轮传递到轮对。
齿轮联轴器由齿数相同的外齿轮和内齿轮组成，内齿轮圈与电枢空心轴相连，外齿轮则与穿过电枢轴的扭转轴相连；为了使扭转轴能够轴向移动和摆动，外齿轮沿齿长修正成鼓形，而齿顶沿齿宽呈弧形；齿轮联轴器采用润滑油压力润滑，并装有密封性好的套箍式油封。扭转轴采用经过表面淬火的铬铂钢制成，还覆盖了氨基甲酸酯橡胶涂层以防腐蚀。橡胶联轴器选用英国Metalastik公司（邓禄普的子公司）的莱鲁布式万向联轴节（Layrub-koppling），这种联轴器由预压缩的橡胶块所制成，使驱动装置具有较大的扭转弹性，牵引电动机能够较平稳地向齿轮箱传递扭矩，并且可以降低驱动装置的固有振动频率（～6 Hz）。这种驱动装置中的齿轮箱属于承载部件，承受传递转矩时所产生的各向作用力和反作用力，齿轮箱的大齿轮端通过两个滚柱轴承支承在车轴上，另一端通过带有橡胶衬套的反作用吊杆悬挂在转向架构架横梁上。
ASEA电机空心轴驱动装置最初被用于1955年面世的瑞典国铁Ra型电力机车，这也是当时世界上功率重量比最大的铁路机车，额定牵引功率为3600马力（2650千瓦），构造速度可达150公里/小时。后来，瑞典国铁的Rb、Rc系列电力机车均沿用了这种驱动装置，成为瑞典电力机车的传统技术特色，并在ASEA向国外出口的电力机车上被广泛采用，例如美国的GM10B、AEM-7型电力机车、罗马尼亚铁路060 EA型电力机车、南斯拉夫铁路441型电力机车、中国铁路6G1型电力机车、挪威国铁El 16型电力机车、奥地利联邦铁路1043型电力机车、英国铁路87型电力机车等。

### 斯柯达电机空心轴驱动装置

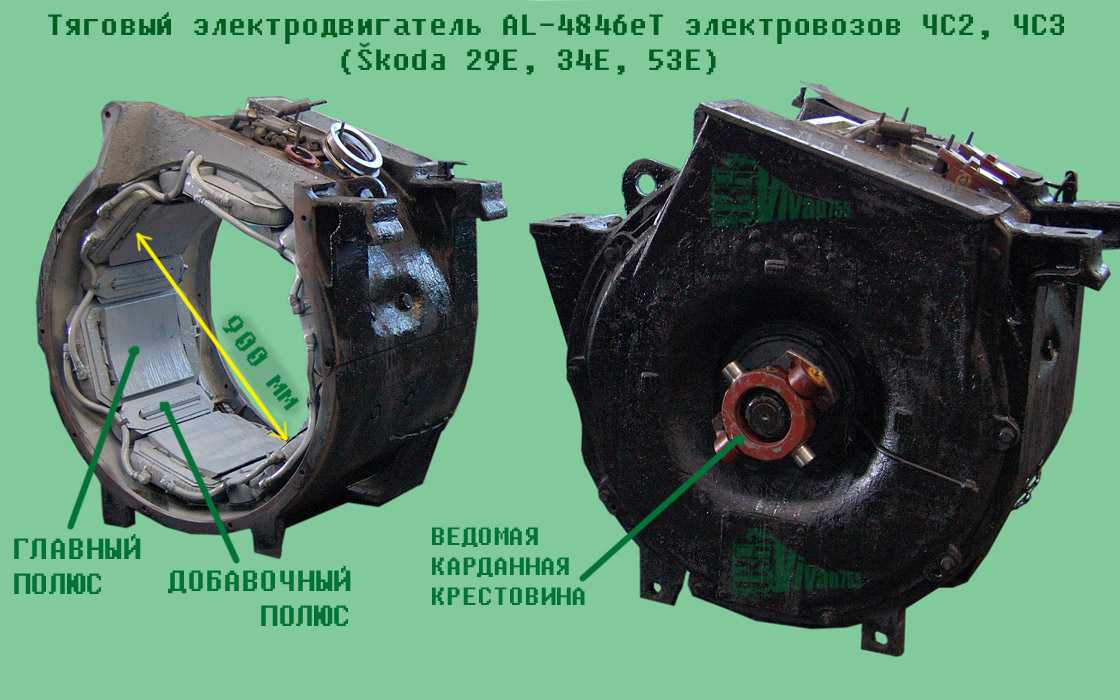
苏联铁路ChS2、ChS3型电力机车的牵引电动机，使用斯柯达电机空心轴万向节驱动装置，可见安装在扭转轴上的十字环形中间接头

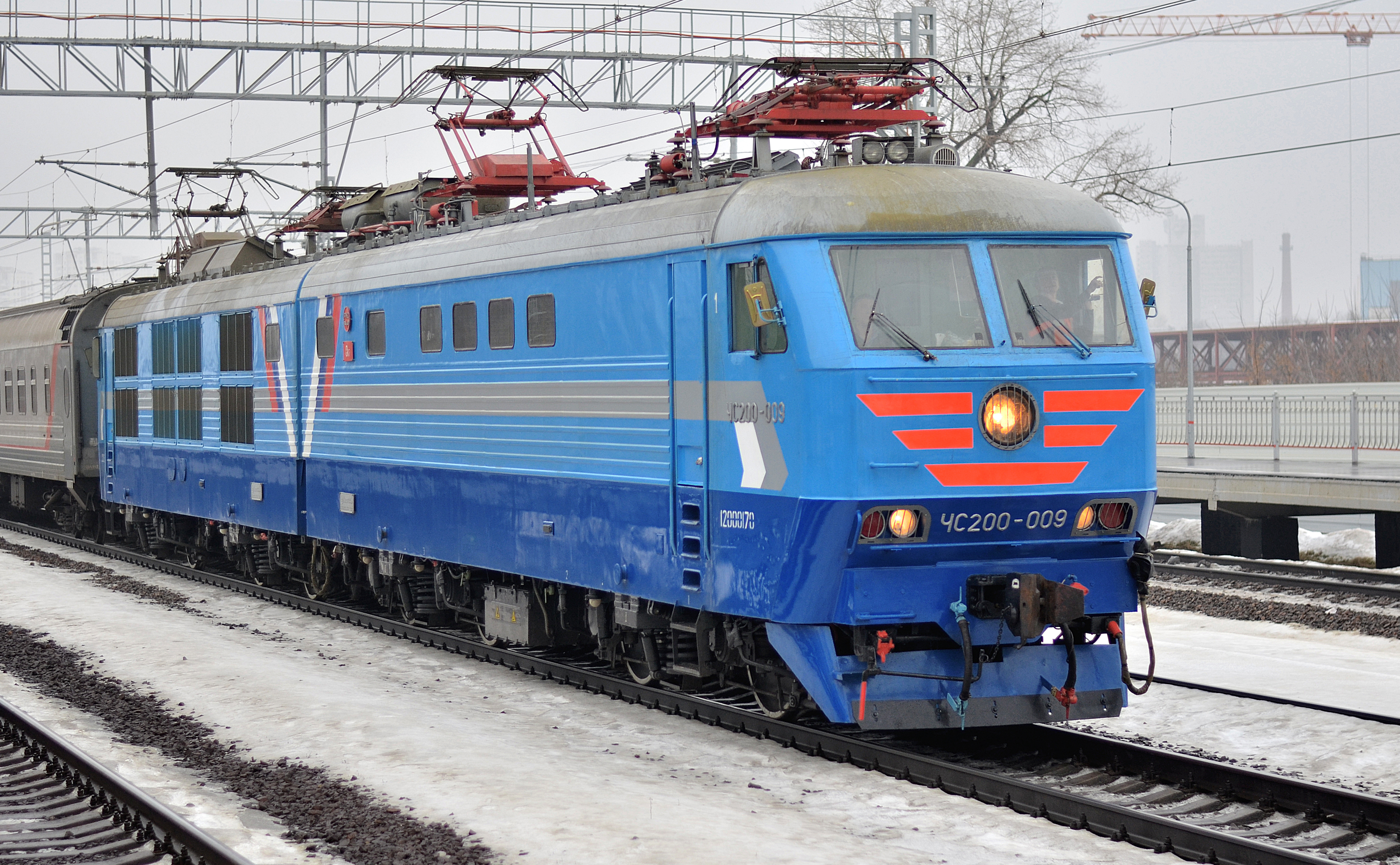
ChS200型电力机车

1950年代末，捷克斯洛伐克的斯柯达公司为了摆脱按生产许可协议制造驱动装置的限制和费用，于是在赛雪龙十字钢板式驱动装置的基础上，自主开发了一种专门用于大功率快速客运电力机车的驱动装置，称之为斯柯达电机空心轴驱动装置（Pohonu kloubovým hřídelem uloženým v dutině motoru systému ŠKODA）。这种驱动装置的设计者为斯柯达公司工程师萨韦利·哈吉（Savelij Chadži），因此又被称为斯柯达－哈吉驱动装置（kloubové spojky ŠKODA Chadži）。牵引电动机以三点或四点支承方式安装在转向架构架横梁上，采用单侧直齿圆柱齿轮单边传动，牵引电动机输出的扭矩通过空心电枢轴、主动万向联轴器、扭转轴、从动万向联轴器、小齿轮、大齿轮传递到轮对。
主动万向联轴器由传动环、十字环形中间接头、滚针轴承等部分组成。传动环外表面设有12条均匀分布在圆周上的凹槽，它与空心电枢轴上的12块插片相楔合，负责承受由电枢轴传来的扭矩。中间接头通过两个滚针轴承座设置于传动环内，圆环形的中间接头设有四个呈十字形分布的圆轴，其中两个圆轴安装在传动环的滚针轴承座内，另外两个圆轴亦通过滚针轴承与扭转轴端的传动盘相连。从动万向联轴器由主动盘、十字环形中间接头、滚针轴承、从动盘等部分组成。安装在扭转轴端的主动盘亦设有两个滚针轴承座，并通过与上述形式相同的十字环形中间接头驱动与小齿轮相连的从动盘。
在1957年面世的捷克斯洛伐克国铁E 499.1型电力机车，是第一款采用斯柯达电机空心轴驱动装置的机车，从此以后这种驱动装置被广泛应用于的多种型号的斯柯达电力机车，包括E 469.1、E 469.2、E 469.3、E 479.0、E 499.2、S 489.0、S 499.0、S 499.2、ES 499.1、ES 499.2型电力机车，以及捷克铁路的151、184型电力机车等众多车型。而斯柯达向苏联出口的快速客运电力机车亦全部采用了这种驱动装置，首先被用于1960年底交付的ChS1-102号电力机车，并且广泛用于后续的ChS2、ChS3、ChS4、ChS2T、ChS4T、ChS6、ChS7、ChS8、ChS200型电力机车等。
实际运用显示斯柯达电机空心轴驱动装置具有优良的高速运转性能，装用这种驱动装置的ChS200型电力机车最高速度可达220公里/小时，牵引电动机的单轴功率可达1000千瓦。驱动装置还具有较低的扭转振动频率（8～9 Hz），有效降低了驱动装置与转向架自身振动频率发生共振的可能性；在ChS200型电力机车的动力学性能试验中，即使在较大的线路不平顺、输出转矩达到额定转矩130～150%的条件下，驱动装置仍然保持良好的振动性能。

### 东洋电机空心轴平行万向节驱动装置

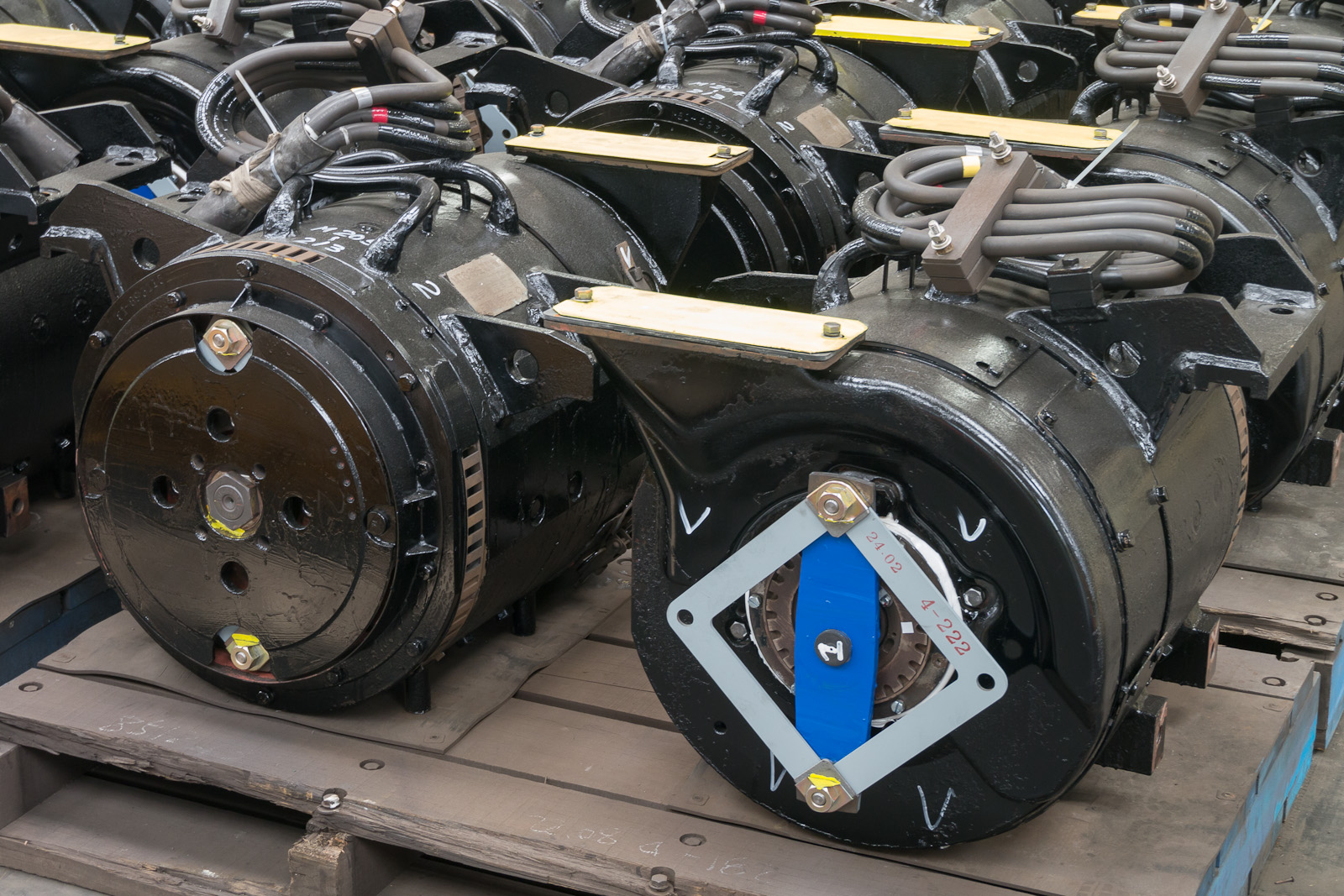
采用空心轴平行万向节驱动装置的MT61型直流牵引电动机，用于日本国铁205系电力动车组，可见电动机两端设有片式联轴器

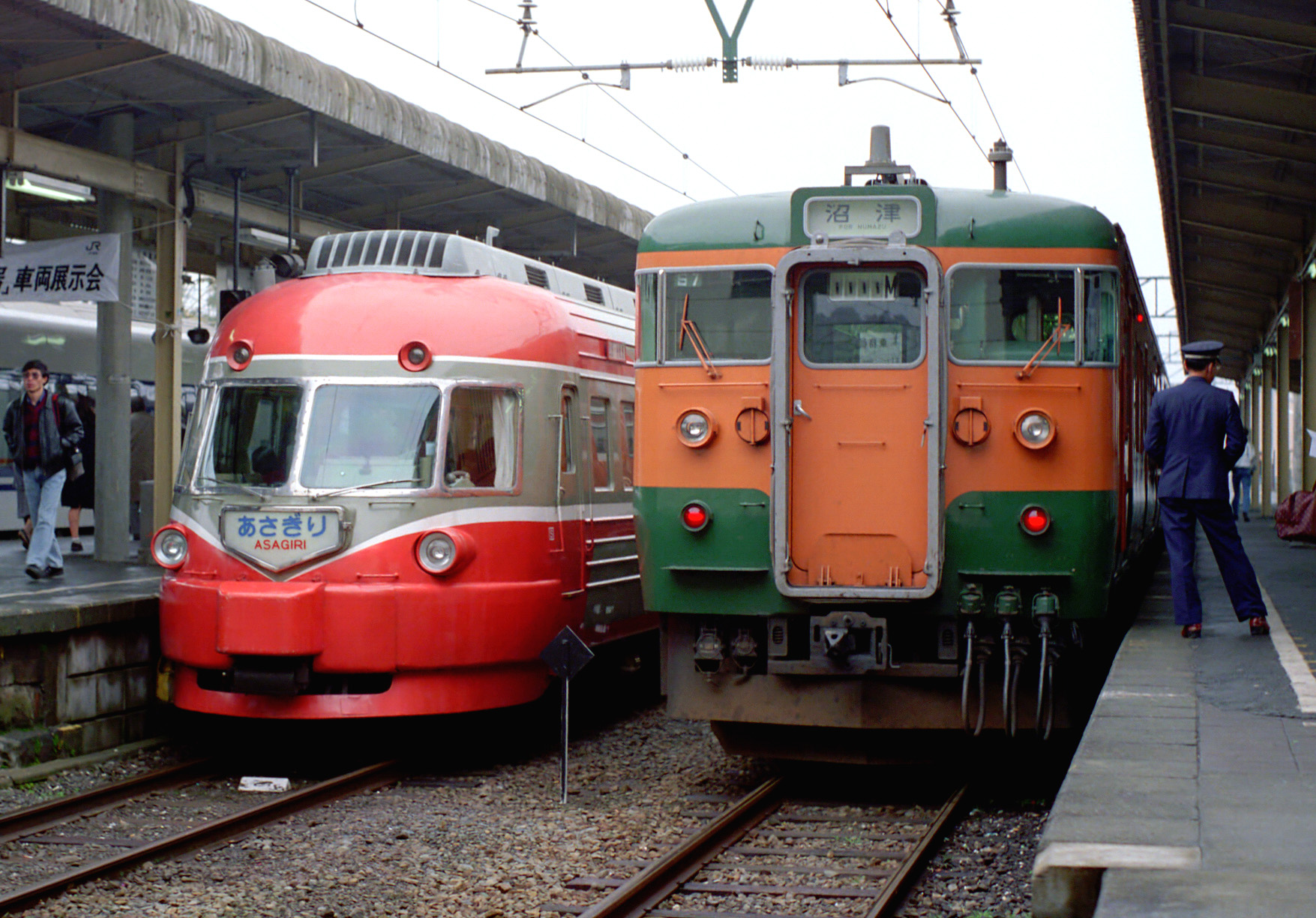
采用空心轴平行万向节驱动装置的小田急3000型電聯車（左）及日本國鐵115系電力動車組（右）

1950年代初，为了提高铁路车辆的运行品质，日本的铁路车辆制造商亦紧随国外的步伐，展开适应窄轨铁路之架悬式驱动装置的研究。1952年10月，東洋電機製造首先在京阪神急行电铁京都线（1,435毫米标准轨）的751号列车上，进行了电机空心轴驱动方式和鼓形齿联轴器驱动方式的对比试验。1953年6月，京阪電氣鐵道1801号电力动车组交付使用，该列车亦采用了东洋电机研制的电机空心轴驱动装置，扭转轴端及小齿轮端采用了不同的弹性联轴器，空心电枢轴与扭转轴之间使用齿轮联轴器（类似ASEA驱动装置），而扭转轴与小齿轮轴之间使用片式联轴器（类似赛雪龙驱动装置），这种驱动装置在日本被称为空心轴平行万向节驱动方式（中空軸平行カルダン駆動方式）。
1954年，南海电气铁道的南海11001系电力动车组面世，这是世界上第一款采用电机空心轴驱动装置的窄轨铁路车辆，该型列车采用了经过改良的东洋电机驱动装置，扭转轴端与小齿轮端联轴器均为片式联轴器，与赛雪龙十字钢板式驱动装置属于同一类型。与鼓形齿联轴器驱动方式相比，电机空心轴驱动方式能够更充分利用轮对内侧空间，有利于安装功率和尺寸更大的牵引电动机，这个特点对于窄轨铁路显得尤其重要，因此这种驱动方式很快就在日本的窄轨私铁业者普及。同年，名古屋鐵道在其中两辆名铁モ3750型电力动车组上，改装空心轴平行万向节驱动装置作为试验车，而翌年面世的名铁5000系电力动车组则正式选用空心轴平行万向节驱动装置。此后，除了上述的京阪电气铁道、南海电气铁道和名古屋铁道外，東京急行電鐵、小田急電鐵、西武铁道、京成電鐵、京王電鐵、伊豆箱根鐵道等众多私铁业者也相继引进了多种采用空心轴平行万向节驱动装置的铁路车辆。
1957年，首列日本國鐵101系電力動車組（当时被称为モハ90系）诞生并投入中央线运用，该型列车正式确立了日本国铁现代化电力动车组的发展方向，包括动力分散式、车体轻量化、以及电机空心轴驱动装置等特点。自1950年代末起，日本国铁开发的所有新性能电力动车组均统一采用空心轴平行万向节驱动装置（只有采用交流传动的207系除外），例如著名的103系、201系、205系、711系通勤型电力动车组，111系、113系、115系、415系近郊型电力动车组，151系、157系、181系、381系、485系特急型电力动车组等。
从1980年代后期起，随着功率更大、体积更小的三相交流异步牵引电动机逐渐普及，轮对内侧的轴向空间已经不像采用直流电动机时那样紧迫。在这种情况下，电机空心轴驱动方式过往曾经被重视的优越性已经不再存在，结构较简单的鼓形齿联轴器驱动方式（WN驱动）和挠性板联轴器驱动方式（TD驱动）具有更大优势，因此交流传动的电力动车组和柴油动车组基本上已不再使用电机空心轴驱动方式。

## 参看
- 轴悬式驱动方式
- 架悬式驱动方式
  - 布赫利驱动方式
  - 轮对空心轴驱动方式
  - 鼓形齿联轴器驱动方式
  - 挠性板联轴器驱动方式